# Mariusz Szczygieł
Œuvres principales
Gottland, Chacun son paradis, Q92188813
Mariusz Adam Szczygieł (couramment orthographié en français Mariusz Szczygiel) est un journaliste et écrivain polonais né à Złotoryja en 1966.

## Biographie
À 16 ans, il commence à écrire pour l'hebdomadaire papier Na przełaj. En dépit de la censure de l'époque communiste, il publie un recueil de reportages choquants, concernant les jeunes gays et lesbiennes de Pologne.
En 2000, il obtient un diplôme en journalisme et sciences politiques de l'Université de Varsovie.
En tant que présentateur du programme populaire Na każdy temat (Sur tous les sujets), il est le premier polonais à prononcer publiquement le mot « orgasme » à l'écran.
En 2002, il quitte la télévision Polsat pour collaborer au journal Gazeta Wyborcza. Actuellement, il est premier directeur adjoint du supplément hebdomadaire Duży Format et directeur adjoint de sa section reportage.
Son livre Gottland (2006) est, selon Adam Michnik, le premier reportage cubiste du monde.
Il obtient notamment le Prix des Libraires de Pologne en 2007.
Il est l'invité des Belles Étrangères en 2008.
Son dernier livre Zrób sobie raj (Chacun son paradis) traite de la religion en Tchéquie en comparaison avec la Pologne.